# Löt (del av trähjul)

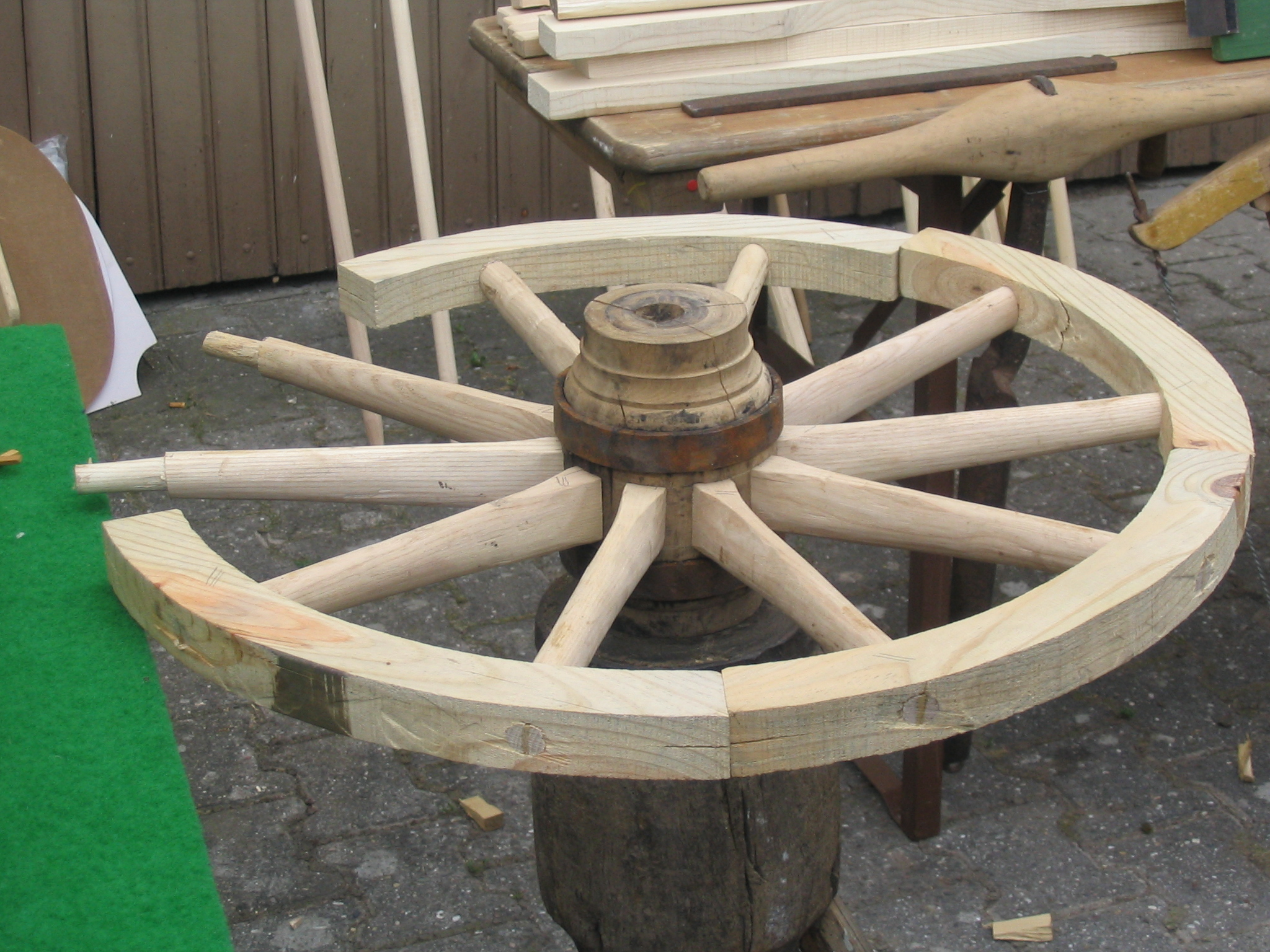
Trähjul under montering som fortfarande saknar ett löt, och där hjulringen ännu inte satts på.

Löt är en del av ett trähjul, i form av de böjda träsegment som förbinder ekrarnas ytterkanter med varandra.